# 香春町立香春思永館
香春町立香春思永館（かわらちょうりつ かわらしえいかん）は、福岡県田川郡香春町にある公立の義務教育学校。

## 概要
町の南部、総合運動公園のそばにある義務教育学校である。校名に「香春思永館」を冠したのは、幕末時代に町内に置かれた小倉藩の藩校の校名が由来する。
学校から離れた地区には、スクールバスを運行している。

## 沿革
- 2019年（令和元年）7月 - 建設工事を開始[4]。
- 2021年（令和3年）
  - 1月 - 校舎棟が完成[4]。
  - 3月 - 体育館棟および学童棟が完成[4]。
  - 4月1日 - 町内全ての小中学校（香春中学校・勾金中学校・香春小学校・勾金小学校・中津原小学校・採銅所小学校）を統合し、旧勾金中学校の敷地に開校[5]。
  - 4月9日 - 開校式を開催[5]。
  - 4月 - 旧勾金中学校解体・グラウンド造成工事を開始[4]。
  - 12月 - グラウンドが完成[4]。
- 2022年（令和4年）
  - 1月 - グラウンドの利用開始[4]。

## 校区
- 香春町全域

## 周辺
- 香春町立総合運動公園
- 金辺川
- 国道322号
- 国道201号
- JR日田彦山線香春駅
- 香春町中央隣保館
- 香春町役場

## 交通アクセス
JR日田彦山線香春駅から、徒歩約10分。